# Leontari Briennio
Andronico Leontari Briennio (... – 29 o 30 maggio 1453) è stato un ambasciatore e condottiero bizantino.

## Biografia
Nel 1450 l'imperatore bizantino Costantino XI Paleologo inviò Leontari Briennio, come ambasciatore in Italia, la sua missione, era quella di cercare aiuti e persuadere il papa ad indire una nuova crociata che salvasse Costantinopoli dagli ottomani, e che poi si sarebbe diretta a Gerusalemme. Quindi Leontari si diresse nelle più potenti città Italiane del tempo, andando a Venezia, Ferrara e Roma. Ma le risposte degli italiani furono vaghe, con promesse di aiuti, che presto finirono nel dimenticatoio. Papa Niccolò V promise di impegnarsi nella salvaguardia di Costantinopoli, ma richiese quale condicio sine qua non il reintegro del patriarca Gregorio e l'accelerazione del processo di riunificazione delle due chiese, cosa resa assai difficile dalla forte opposizione dei nobili antiunionisti e del popolo. Poi Leontari, tornato a Costantinopoli, riferì all'imperatore.
Nel 1453 il Basileus Costantino XI Paleologo nominò Leontari Briennio, e Fabruzzi Corner (veneziano) comandanti della difesa della porta di Charisios. Leontari Briennio morì sicuramente il 29 o il 30 maggio 1453, nella difesa di Costantinopoli, causa per cui si era battuto con tutti i mezzi a lui disponibili, eseguendo moltissime ambascerie in ricerca di aiuto militare in tutta Europa.